# Kobav
Kobav je priimek v Sloveniji, ki ga je po podatkih Statističnega urada Republike Slovenije na dan 1. januarja 2010 uporabljalo 25  oseb.

## Znani nosilci priimka
- Aleš Kobav, športnik, teniški trener
- Andrej Kobav (1593—1654), jezuit, kronolog, matematik, šolnik
- Franc Kobav (Kobavius) (1651—1727), jezuit, teolog, šolnik, diplomat
- Jožef Kobau (Cobau), slikar (1840)
- Jožef Kobavius (1710), jezuit